# ФСБ
Вижте пояснителната страница за други значения на ФСБ.
ФСБ или „Формация Студио Балкантон“ е българска рок група, основана през 1975 г.

## История на групата

### Началото (1975 – 1981 г.)
„ФСБ“, съкратено от „Формация Студио „Балкантон“, е основана от Румен Бояджиев, Константин Цеков и Александър Бахаров в София през 1975 г. В началото на своята история формацията е запланувана като студиен проект, за което говори и името. В първите две години на съществуването си групата записва предимно кавъри. От този период са синглите: „Земя/Часове“ (1975 г.), „Празник/Зима“ (1975 г.), „Детско представление/Март“ (1975 г.) и „Шега/Чародейна“ (1976 г.). Песента „Земя“ е кавър на мотив, повтарящ се в няколко песни от албум на Роджър Глоувър – „The Butterfly Ball and the Grasshopper's Feast“ от 1974 г. Песните „Празник“ и „Детско представление“ са кавъри на „E' Festa“ и „Impressioni di settembre“ от албум на „Premiata Forneria Marconi“ (накратко „PFM“) – „Storia di un minuto“ от 1972 г.
Първият албум е „Non Stop“ и е издаден през 1977 г., c кавъри на песни от „Джентъл Джайънт“, Патрик Мораз, „Ле Орме“, първият вариант на песента „След десет години“, която е кавър на „Amico di ieri“ на Ле Орме от албума „Smogmagica“ от 1975 г. Музиката и текстът са на Тони Палюка, Толо Мартон, Алдо Таляпиетра, а българският текст е на Михаил Белчев. Любопитна подробност е, че „Amico di ieri“ не става известна в Италия, за разлика от кавъра си в България. Следва втори студиен албум – „ФСБ-II“, който е издаден през 1979 г. и за разлика от „Non Stop“ съдържа оригинални композиции на „ФСБ“. През 1979 г. към „ФСБ“ се присъединяват барабанистът Петър Славов и китаристът и цигулар Иван Лечев. По този начин „ФСБ“ записва първия си албум като квинтет – „Кълбото“, издаден през 1980 г. Той съдържа само пет песни и остава в историята на групата като най-краткият. От това време са „Празник“ и „Игра на въже“. Само година след това, през 1981 г., излиза следващият студиен албум – „78 оборота“, който съдържа песните „Илюзия“, „Сезони“, „Пътуване“, „Случва се“, „78 оборота“ и „Безсъница“. От студиен проект „ФСБ“ се превръща в концертна група, изнасяща концерти в страната.

### Развитие (1982 – 1989 г.)
През 1983 г. излиза следващият студиен албум „След десет години“, който съдържа втория вариант на песента „След десет години“, а също „Пак ще се прегърнем“ и „Ако спреш“, в която основни вокали пеят четирима различни музиканти – Александър Бахаров, Румен Бояджиев, Константин Цеков и Иван Лечев.
През същата 1983 г., малко след записването на албума, Александър Бахаров напуска „ФСБ“ и емигрира в Германия. Заместен е от Ивайло Крайчовски. Музикантите избират именно него, защото на прослушването той е единственият басист, който преди да започне да свири, си настройва баса. През 1984 г. излиза „ФСБ VI“. Някои от песните, които съдържа са „Зимна къща“, „Не така“ и „Завръщане“, които излизат и като сингъл.
През 1985 г. „ФСБ“ прави единствените си издадени концертни записи, които излизат на бял свят под имената „ФСБ на концерт – част 1“ и „ФСБ на концерт – част 2“ от концертите на ФСБ в зала „Универсиада“, София, на 18-и и 19 май 1985 г. В реализацията не е използвана многопистова техника. От същата година е сингълът „Дъждовни въпроси/Дневен сън“, както и инструменталът „Пъпеш“.
През 1987 г. излиза седмият и последен студиен албум на ФСБ – „Обичам те дотук“; съдържа 10 песни, между които „Обичам те дотук“ и „В средата“ и е най-дългият, записван от групата в студио.
През 1988 г. е записана песента „Протегнах две ръце“, a през 1989 г. максисингълът – „Няма как/Високо“ (като „Няма как“ е компилация между българския фолклор и рок музика), a също „Composer“, чиято музика е писана от К. Цеков и Р. Бояджиев за песента на Васил Найденов „Пясъчен часовник“; „Времето е наше“, записана с участието на Орлин Горанов, Лили Иванова, Ваня Костова, Васил Найденов, Елвира Георгиева и Богдана Карадочева.
През 1989 година участват в аранжимента и продуцирането на записа на Хосе Фелисиано на мексиканската фолклорна песен Ciellito Lindo, включена в албума I’m Never Gonna Change. През следващата година записът на Филисиано получава награда „Грами“ за най-добро латино поп изпълнение през годината.

### Сингли (1990 – 1995 г.)
През 1990 г. излиза първата компилация на групата под името „ФСБ“. Следва период на записи на отделни песни, без да се прави цял албум. През 1990 г. е записана песента „Медалист“. „Острие“ е от 1991 г., „Опит за летене“ от 1992 г. „Последният човек“, „Иде вятър“ и „Вълче време“ са записани и издадени през 1993 г.

### Дейност след 1996 г.
През 1999 г. „ФСБ“ откупуват продуцентските права от „Балкантон“ и сключват договор с „UBP International“ за издаването на три албума „Антология“, като преиздават старите си плочи на компакт диск.
През 2000 г. е издадена компилацията „ФСБ Балади“. Групата осъществява и концертно турне под мотото „С „Мобиком“ на път“ в Плевен, Велико Търново, Русе, Варна, Бургас, София и Пловдив – заснето като филм.
През 2003 г. излиза друга компилация – „ФСБ Сингъл колекция“, която съдържа синглите на групата, които не са издавани в албум.
„ФСБ“ изнася концерт на площад „Батенберг“ по случай влизането на България в Европейския съюз на 1 януари 2007 г., излъчен на живо от „БНТ“.
В концертната програма са включени като допълнителни музиканти:
- Народен хор „Големите български гласове“ с диригент Илия Михайлов
- Румен Тосков – клавишни
- Кристиян Илиев – клавишни
- Николай Копринков – китара
- Румен Бояджиев – син – барабани
- Стефан Цеков – барабани
- Борислав Бояджиев – ударни

След концерта „ФСБ“ се разделят с баскитариста си Ивайло Крайчовски.
На 1 април 2008 г. почива дългогодишният барабанист и мениджър на групата Петър Славов. Групата е редуцирана до трио, както започва в началото на кариерата си: Румен Бояджиев, Константин Цеков и Иван Лечев.
През 2009 г. „ФСБ“ решават да запишат нов албум, DVD, както и да направят турне.
От 2009 г. продуцентските и издателски права на ФСБ принадлежат на музикално-издателска къща „Контрапункти“. Създадени и записани са петнайсет нови композиции във „Филмсаунд студио“, между които „Не бързай, Слънчо“ (муз. C. Кънев, текст Н.Кауфман), „Както преди“, „Две“, „А там не бяхме“, „На дъното“, „Сам съм с вятъра“, „Нищо не взимай с теб“, „Няма“ – по текстове на Ж.Шопова; „Религия“, „Изповед“, „Параграф“, „Далече“, „Черти“, „Ти не си оттук“, „Навярно“ – по текстове на Даниела Кузманова.
На 28 април 2010 г. в 11:00 часа стартира новият официален сайт на ФСБ.
През декември 2010 г. групата осъществява турне, записано на DVD в подкрепа на новия албум – „ФСБ.“ („ФСБ точка“) в Пловдив, Варна и София.
Концертите на „ФСБ“, озаглавени „ФСБ Симфони“, ca на 01.09.2011 г. в Античния театър – Пловдив и на 20.04.2012 г. в НДК – София, заедно с оркестъра на Пловдивската опера и фолклорен ансамбъл „Тракия“.
На 07.10.2017 г. в Арена Армеец София ФСБ отбелязват 40-годишнината си с грандиозен концерт, а продължението е на 31.03.2018 г. в Пловдив, Зала С.И.²Л.А.

## Настоящи членове
- Румен Бояджиев – вокал, синтезатори, автор на песни, аранжимент (1975 – );
- Константин Цеков – вокал, клавишни, автор на песни, аранжимент (1975 – );
- Иван Лечев – китара, цигулка, поддържащ вокал (1979 – ).

## Бивши членове
- Александър Бахаров – бас китара, вокал, автор на песни, аранжимент (1975 – 1983; 2017);
- Петър Славов („Пъпеш“) – ударни, поддържащ вокал (1979 – 2006), (починал 2008);
- Ивайло Крайчовски („Пифа“, „Носъ“) – бас китара, поддържащ вокал (1983 – 2007), (починал на 21 август 2018 г.).

## Дискография

### Сингли
- 1975 – Земя/Часове;
- 1975 – Празник/Зима;
- 1975 – Детско представление/Март;
- 1976 – Шега/Чародейна;
- 1984 – Завръщане/Не така;
- 1985 – Дъждовни въпроси/Дневен сън;
- 1988 – Протегнах две ръце;
- 1989 – Няма как/Високо – максисингъл;
- 1990 – Медалист;
- 1991 – Острие;
- 1992 – Опит за летене;
- 1993 – Вълче време/Последният човек/Иде вятър.

### Студийни албуми
- 1977 – Non Stop;
- 1979 – ФСБ-II;
- 1980 – Кълбото;
- 1981 – 78 оборота;
- 1983 – След десет години;
- 1984 – ФСБ VI;
- 1987 – Обичам те дотук;
- 2010 – ФСБ. („ФСБ точка“).

### Концертни албуми
- 1985 – ФСБ на концерт I;
- 1985 – ФСБ на концерт II.

### Компилации
- 1990 – ФСБ;
- 1999 – ФСБ – Антология I;
- 1999 – ФСБ – Антология II;
- 1999 – ФСБ – Антология III;
- 2000 – ФСБ – Балади;
- 2003 – ФСБ – Сингъл колекция.

## Награди
- орден „Златен век“ – за изключителен принос към българската култура – 2010 г.
- за цялостен принос в развитието на българската култура – 2000 г.
- за цялостен принос за българския рок – 1999 г.
- за цялостен принос – 1993 г.
- продуцент на годината – 1993 г.
- Група на годината – 1989 г.
- Мелодия на годината – 1986 г.
- Мелодия на годината – 1983 г.